# Open de Haining de snooker
L'Open de Haining est un tournoi de snooker de catégorie non classé se déroulant à Haining (Chine) et qui était une épreuve du championnat du circuit des joueurs jusqu'en 2015.

## Historique
Établi en 2014, le tournoi est d'abord une épreuve mineure du championnat du circuit des joueurs, autrement dit un tournoi ne rapportant que très peu de points au classement mondial. En 2016, ce championnat est supprimé et le tournoi devient alors non classé ; conservant le format des anciennes épreuves, il rassemble un grand nombre de joueurs amateur chinois, ainsi qu'une poignée de joueurs professionnels venant du monde entier. L'édition 2020 est annulée en raison de la pandémie de coronavirus. Le tournoi est relancé dès l'année suivante, puis est de nouveau interrompu en 2022. Une nouvelle édition est organisée au début de la saison 2023-2024.   
L'Anglais Mark Selby se distingue particulièrement en remportant le tournoi deux années consécutives en 2017 et en 2018.

## Palmarès
| Année                           | Vainqueur                       | Finaliste                       | Score                           | Saison                          |
| Open de Haining (classé mineur) | Open de Haining (classé mineur) | Open de Haining (classé mineur) | Open de Haining (classé mineur) | Open de Haining (classé mineur) |
| ------------------------------- | ------------------------------- | ------------------------------- | ------------------------------- | ------------------------------- |
| 2014                            | Stuart Bingham                  | Oliver Lines                    | 4-0                             | 2014-2015                       |
| 2015                            | Ding Junhui                     | Ricky Walden                    | 4-3                             | 2015-2016                       |
| Open de Haining (non classé)    |                                 |                                 |                                 |                                 |
| 2016                            | Matthew Selt                    | Li Hang                         | 5-3                             | 2016-2017                       |
| 2017                            | Mark Selby                      | Tom Ford                        | 5-1                             | 2017-2018                       |
| 2018                            | Mark Selby                      | Li Hang                         | 5-4                             | 2018-2019                       |
| 2019                            | Thepchaiya Un-Nooh              | Li Hang                         | 5-3                             | 2019-2020                       |
| 2021                            | He Guoqiang                     | Huang Jiahao                    | 5-0                             | 2021-2022                       |
| 2023                            | Yuan Sijun                      | Wu Yize                         | 5-1                             | 2023-2024                       |

## Bilan par pays
| Pays       | Joueurs | Total | Premier titre | Dernier titre |
| ---------- | ------- | ----- | ------------- | ------------- |
| Angleterre | 3       | 4     | 2014          | 2018          |
| Chine      | 3       | 3     | 2015          | 2023          |
| Thaïlande  | 1       | 1     | 2019          | 2019          |